# Порубка (район Собранці)
Порубка (словац. Porúbka) — село в Словаччині в районі Собранці Кошицького краю. Село розташоване на висоті 220 м над рівнем моря. Населення — 458 чол. Вперше згадується в 1411 році. В селі є бібліотека та футбольне поле.

## Населення
| Рік:            | 1994. | 2004.   | 2014.   | 2024.   |
| --------------- | ----- | ------- | ------- | ------- |
| Кількість осіб: | 473   | 460     | 420     | 400     |
| Різниця:        |       | -2,74 % | -8,69 % | -4,76 % |

| Рік:            | 2023. | 2024.   |
| --------------- | ----- | ------- |
| Кількість осіб: | 409   | 400     |
| Різниця:        |       | -2,20 % |

## Пам'ятки
У селі є греко-католицька церква святих Кирила і Мефодія з початку 19 століття в стилі бароко-класицизму.